# れぶん (掃海艇)
れぶん（ローマ字：JDS rebun, MSC-624、YAS-76）は、海上自衛隊の掃海艇。かさど型掃海艇の21番艇。艇名は礼文島に由来する。

## 艦歴
「れぶん」は、第2次防衛力整備計画に基づく昭和39年度計画掃海艇324号艇として、日本鋼管鶴見造船所で1965年3月27日に起工され、1965年12月7日に進水、1966年3月24日に就役し、同日付で第2掃海隊群隷下に新編された第39掃海隊に「りしり」とともに編入された。
1976年11月18日、大湊地方隊函館基地隊所属の第36掃海隊に編入。
1982年3月27日、特務船に種別変更され、船籍番号がYAS-76に変更。舞鶴地方隊に編入され舞鶴防備隊所属の水中処分隊母艇となる。
1987年3月24日、除籍。